# Il suo nome è Donna Rosa
Il suo nome è Donna Rosa è un film del 1969 diretto da Ettore Maria Fizzarotti; il titolo è tratto dalla canzone Donna Rosa, una delle sigle del programma televisivo Settevoci. Il film avrà un sequel l'anno successivo con Mezzanotte d'amore.

## Trama
Andrea, giovane barcaiolo di Capri, arriva a Napoli per una commissione; si scontra con Rosetta, una giovane studentessa, e lo scontro gli causa la rottura del braccio di una statuetta di giada che doveva portare da un antiquario, il vedovo Antonio Belmonte, che a causa di ciò gli paga un prezzo inferiore a quello sperato.
Caso vuole che Rosetta sia proprio la figlia dell'antiquario, ed avendo ascoltato la conversazione di nascosto, decide di portare alla mamma di Andrea una busta con dei soldi per ripagarlo del danno che gli ha causato.
I due giovani iniziano così a frequentarsi e si innamorano; nel frattempo il papà di Rosetta corteggia la contessa Rosa De Barberis, che però ha promesso al marito defunto di sposarsi solo con un nobile, e per questo motivo Belmonte cerca il certificato di nascita del suo trisnonno, che dimostrerebbe che il suo vero cognome è Di Belmonte e che quindi è nobile.
Rosetta intanto crede per errore che Andrea sia innamorato di una turista straniera, e si fa quindi corteggiare dal figlio della contessa De Barberis, Giorgio, un rampollo amante del gioco, che a causa del suo "vizio" mette nei guai la madre costretta a vendere le opere d'arte di casa per ripianare i debiti del figlio; la situazione però si risolve e l'amore trionfa.

## Le canzoni
- 'O sole mio (testo di Giovanni Capurro, musica di Eduardo Di Capua), cantata da Al Bano
- Mattino (testo e musica di Ruggero Leoncavallo), cantata da Al Bano
- Messaggio (testo di Vito Pallavicini, musica di Albano Carrisi e Calimero), cantata da Romina Power
- Anema e core (testo di Tito Manlio, musica di Salve D'Esposito), cantata da Al Bano
- Donna Rosa (testo di Sergio Paolini e Stelio Silvestri; musica di Pippo Baudo e Luciano Fineschi), cantata da Nino Taranto
- Quel poco che ho (testo di Luciano Beretta, musica di Albano Carrisi e Detto Mariano), cantata da Al Bano
- Donna Rosa (testo di Sergio Paolini e Stelio Silvestri; musica di Pippo Baudo e Luciano Fineschi), cantata da Walter Brugiolo
- Pensando a te (testo di Vito Pallavicini, musica di Albano Carrisi e Detto Mariano), cantata da Al Bano
- Baby stop (testo di Sergio Paolini e Stelio Silvestri; musica di Luciano Fineschi), cantata da Luciano Fineschi e i suoi Seniores
- Acqua di mare (testo di Vito Pallavicini, musica di Albano Carrisi e Detto Mariano), cantata da Romina Power
- Nel silenzio (testo di Vito Pallavicini, musica di Detto Mariano), cantata da Al Bano